# Constantine (televisieserie)
Constantine is een Amerikaanse horror/misdaadserie van de zender NBC die gebaseerd is op de Hellblazer stripboeken van uitgeverij Vertigo. Het hoofdpersonage John Constantine wordt gespeeld door Matt Ryan. De serie liep 1 seizoen van 13 afleveringen.

## Verhaal
De televisieserie Constantine gaat over het personage John Constantine (Matt Ryan), een demonenjager en meester van het occulte. Constantine gebruikt zijn kennis om het op te nemen tegen het bovennatuurlijke kwaad, maar wanneer zijn ziel tot de hel veroordeeld wordt geeft hij zijn strijd op. Maar wanneer Constantine erachter komt dat Liv (Lucy Griffiths), de dochter van een van zijn oudste vrienden, wordt opgejaagd door demonen keert hij terug. Liv en Constantine gaan samen een team vormen om deze demonen voor altijd te verslaan.

## Rolverdeling
| Acteur           | Rol              |
| ---------------- | ---------------- |
| Matt Ryan        | John Constantine |
| Lucy Griffiths   | Liv Aberdine     |
| Harold Perrineau | Manny            |
| Charles Halford  | Chas             |

## Connecties met andere tv-series
Constantine was aanvankelijk bedoeld als een op zichzelf staande tv-serie. In november 2015 vertolkte Matt Ryan de rol van John Constantine echter opnieuw voor een gastoptreden in het vierde seizoen van de tv-serie Arrow. Daarmee werd Constantine onderdeel van het fictieve universum waar behalve Arrow ook de series The Flash en Legends of Tomorrow deel van uitmaken. Dit werd verder versterkt doordat Constantine eerst een paar gastoptredens had in seizoen 3 van Legends of Tomorrow, en vanaf seizoen 4 zelfs een vast personage in deze serie werd.